# Zoltán Péter
Zoltán Péter (Zalaistvánd, 23 de março de 1958) é um ex-futebolista húngaro que atuou pela seleção de seu país na Copa do Mundo de 1986.